# 布吉納法索
布基纳法索是西非內陸國家，全部國土都位於撒哈拉沙漠南緣。旧称上沃尔特（法語：Haute Volta），1984年8月改为现国名。首都瓦加杜古位於國土的正中央，是布基納法索最大城市，也是文化、經濟中心。2024 年，全國人口約為 23,286,000人。布吉納法索為全球識字率最低的國家之一，只有約25.3%（2008年）的國民識字。其为最不发达国家之一。

## 历史
布吉納法索為西非文明古國，从3世纪到13世纪，在布拉（Bura）这个位于尼日尔和布基纳法索西南部，存在记载的铁器的布拉文化。如今境內約有60個不同部落，莫西人為國內主要種族，原名上伏塔，1984年托马斯·桑卡拉执政时改為「布吉納法索」（Burkina Faso），「Burkina」源于莫西語，意为“正直”或“正直的人”，「Faso」则源于德尤拉语，意为“祖国”。
1896年時法國人來到上伏塔地區並聲稱此地為法國屬地，但長久以來統治該地的摩西人頑強反抗，直到1919年時首都瓦加杜古淪陷，一些原屬象牙海岸北方的省分被併入新成立的殖民地裡，合稱「上伏塔」，是法属西非聯邦的組合單位之一。1932年法屬西非因為經濟上的考量被拆散成較小的單位，直到1937年時上伏塔與周圍地區才被重組並改稱為“上科特迪瓦”。1956年時法國通過新的法案重新檢討該國的海外屬地政策，上伏塔也在兩年後的1958年時，被升格成法國属下的自治共和國，並在1960年8月5日脫離法國獨立。獨立後的上伏塔歷經了長達數十年的政治动荡與多次政變。
1983年，以青年军官托马斯·桑卡拉与布莱斯·孔波雷为代表的革命力量发动军事政变，夺取国家政权并建立军政府，桑卡拉担任总统，孔波雷出任总统府国务部长兼司法部长。1984年，上沃尔特改名为布基纳法索，意为“正直人民的土地”，并启用桑卡拉作词作曲的新国歌《一夜》，沿用至今。认同马克思列宁主义、推崇古巴革命的桑卡拉政府采取了一系列措施，包括土地改革，大规模扫盲、预防接种和造林运动，建立官员财产申报制度等，同时大力提升女性地位。这些举措快速地推进国家的去殖民化与工农业发展。1986年，联合国认定布基纳法索实现了粮食自足，消除了饥荒。桑卡拉执政后期，政府内以孔波雷为代表的保守派与桑卡拉产生矛盾，部分激进国策也遭到中产阶级的反对，触犯了法国在西非的利益。1987年10月，在法国的支持下，孔波雷再次发动军事政变，杀死桑卡拉，1989年以发动未遂政变为由对政府进行清洗。此后孔波雷施行独裁统治，并连任第2-5届布基纳法索总统。
2014年10月30日，布基纳法索多个城市有民众示威，約1500名示威者因不滿已經四次連任總統的孔帕奥埃計劃修改憲法延長任期，衝進國會、首都瓦加杜古的市政廳和執政黨總部縱火。除了一般平民外，參與示威的還包括了部分軍方人士。而在遭到抗議民眾闖入與破壞之後，國營的布基納廣播電視台（, RTB）也立即停止訊息的播送。
2014年10月31日，孔帕奥埃宣布辭去總統職務，流亡科特迪瓦。
2015年9月16日，布基纳法索爆发政变，支持被罷黜前總統布莱斯·孔波雷的士兵們衝入該國的內閣會議，逮捕了臨時總統米歇尔·卡凡多（Michel Kafando）和總理亞科巴·伊薩克·齊達（Yacouba Isaac Zida），以及其他部會首長。
9月21日，卡凡多獲釋後，前往法國大使館暫避。
在西非國家經濟共同體協調發動政變的總統衛隊和反對政變的軍隊進行談判後，9月23日早上，總統衛隊簽署協議，交還權力予過渡政府，卡凡多隨後宣佈恢復執政。
2015年11月29日，总统选举举行，人民進步運動的羅克·馬克·克里斯蒂安·卡波雷在第一轮投票中以53.43%的得票率當選，卡波雷于2015年12月29日宣誓就职。
2022年1月23日，布基纳法索发生军事政变。1月24日，以保罗-亨利·桑达奥果·达米巴中校为首的军方在电视上宣布罗克·马克·克里斯蒂安·卡波雷已被罢免总统职位。随后，军方宣布中止宪法，解散政府和议会，关闭陆空边境，全境晚9时至次日凌晨5时实施宵禁。1月25日，軍隊宣布接管政府。
2022年9月30日，布基纳法索於一年內第二度發生政變。易卜拉欣·特拉奥雷於電視講話中宣布保罗-亨利·桑达奥果·达米巴已被罷免總統職位。

## 地理
布吉納法索的面積約27萬平方公里，位於西非內陆，与马里、象牙海岸、加纳、多哥、贝宁和尼日尔为邻，坐标介於北纬9度至15度、東经2度至西经5度之间，因居伏塔河上游，因而被稱為「上伏塔」。
伏塔河在境內，其流量受乾、雨二季的控制，呈閒歇河狀態，無航運，亦少水利灌概，致使農業生產力低落，不易自給自足，因此在歷史上，本區常被鄰國瓜分，而不能獨立成國。
布吉納法索以热带草原气候为主，年降水量介於500～1000毫米，南多北少。
全境並無沙漠，但西部有廣大地區土壤多沙，十分貧瘠；而東南部伏塔河谷則有采采蝇的騷擾，故在宜於居人的中部及東部，人口已甚為密集，尤以中部為最。這是因為在十五、六世紀時，上伏塔曾備受當時的回教強國曼丁哥（Mandingo）及桑海王國的壓迫，上伏塔的莫西族部即集居在中部平原上抵抗。

## 經濟
布基纳法索是联合国认定的最低度開發國家之一，在經濟上，该国以農業、畜牧業立國。其农牧业带有自然性质，得到开垦的可耕地面積較少，主要粮食作物为小米、高粱，也种植少量玉米及水稻，而最主要的出口经济作物则是棉花。布基纳法索工业基础薄弱，在脱离法国独立前，几乎没有近现代工业，独立后的工业以农产品加工与日用品生产为主，食品纺织工业是最大的工业部门，主要加工企业都分布在瓦加杜古与博博迪乌拉索两大城市。
純賴微弱的農牧經濟並不能支持其國民的生活，因此每年布吉納法索均有大批勞工外流，主要移向南方各鄰國如迦納、科特迪瓦和幾內亞，出賣勞力以賺取生活所需，有的是短期工作，但也有不少人是長期居留國外。據估計現有近百萬布吉納法索人民，几乎長期居住在迦納及象牙海岸兩國，顯示出其母國脆弱的經濟狀況。
布吉納法索以及鄰近的西非國家，包括尼日、貝南、多哥、象牙海岸、馬利、塞內加爾等國，在獨立之前都是法屬西非的一部份，在獨立以後，亦加入西非货币联盟所属的西非国家中央银行:3，目前布基納法索所用的貨幣西非法郎（Franc CFA）也是這幾個國家所共同成立西非經濟貨幣聯盟（Union économique et monétaire ouest-africaine, UEMOA）所發行。

### 交通
布基纳法索的基礎設施建設較為落後。该国为内陆国，并无出海口，连结该国与象牙海岸的阿比让—瓦加杜古铁路是陆路交通要道，布吉納法索一直透過該鐵路將對外貿易物資輸出至阿比尚港:145，2002年科特迪瓦发生内战後，布基纳法索的进出口贸易受到较大影响，不得不透过没有铁路相连的加纳、多哥、贝宁等邻国进出口商品。

## 行政区划
布基纳法索下轄13個大區（法語：Région，一級行政區），13個大區下轄45个省（法語：Provinces，二級行政區），分别如下（括号内为各省首府）：
- 布克萊迪穆翁大區
  - 巴雷省（Balé），首府博罗莫（Boromo）
  - 巴瓦省（Banwa），首府索伦佐（Solenzo）
  - 孔西省（Kossi），首府努纳（Nouna）
  - 穆翁省（Mouhoun），首府代杜古（Dédougou）
  - 纳亚拉省（Nayala），首府托马（Toma）
  - 苏鲁省（Sourou），首府图冈（Tougan）
- 瀑布大區
  - 科莫埃省（Comoé），首府邦福拉（Banfora）
  - 雷拉巴省（Léraba），首府辛杜（Sindou）
- 中央大區
  - 卡焦戈省（Kadiogo），首府瓦加杜古（Ouagadougou）
- 中東大區
  - 布尔古省（Boulgou），首府滕科多戈（Tenkodogo）
  - 库尔佩罗戈省（Koulpélogo），首府瓦尔加伊（Ouargaye）
  - 库里滕加省（Kouritenga），首府库佩拉（Koupéla）
- 中北大區
  - 巴姆省（Bam），首府孔古西（Kongoussi）
  - 纳门滕加省（Namentenga），首府布尔萨（Boulsa）
  - 桑马滕加省（Sanmatenga），首府卡亚（Kaya）
- 中西大區
  - 布尔基恩德省（Boulkiemdé），首府库杜古（Koudougou）
  - 桑吉省（Sanguié），首府雷奥（Réo）
  - 锡西里省（Sissili），首府莱奥（Léo）
  - 济罗省（Ziro），首府萨普伊（Sapouy）
- 中南大區
  - 巴泽加省（Bazèga），首府孔比西里（Kombissiri）
  - 宗德韦奥戈省（Zoundwéogo），首府芒加（Manga）
  - 纳乌里省（Nahouri），首府波村（Pô）
- 東部大區
  - 尼亚尼亚省（Gnagna），首府博冈代（Bogandé）
  - 古尔马省（Gourma），首府法达恩古尔马（Fada N'Gourma）
  - 科蒙加里省（Komondjari），首府盖埃里（Gayéri）
  - 孔皮恩加省（Kompienga），首府帕马（Pama）
  - 塔波阿省（Tapoa），首府贾帕加（Diapaga）
- 上盆地大區
  - 乌埃省（Houet），首府博博迪乌拉索（Bobo-Dioulasso）
  - 凯内杜古省（Kénédougou），首府奥罗达拉（Orodara）
  - 图伊省（Tuy），首府乌恩代（Houndé）
- 北部大區
  - 罗卢姆省（Loroum），首府蒂陶（Titao）
  - 帕索雷省（Passoré），首府亚科（Yako）
  - 雅滕加省（Yatenga），首府瓦希古亚（Ouahigouya）
  - 宗多马省（Zondoma），首府古尔西（Gourcy）
- 高原-中部大區
  - 冈祖尔古省（Ganzourgou），首府佐尔戈（Zorgo）
  - 库尔维奥戈省（Kourwéogo），首府布塞（Boussé）
  - 乌布里滕加省（Oubritenga），首府济尼亚雷（Ziniaré）
- 薩赫勒大區
  - 乌达兰省（Oudalan），首府戈罗姆戈罗姆（Gorom-Gorom）
  - 塞诺省（Séno），首府多里（Dori）
  - 苏姆省（Soum），首府吉博（Djibo）
  - 亚加省（Yagha），首府塞巴（Sebba）
- 西南大區
  - 布古里巴省（Bougouriba），首府杰布古（Diébougou）
  - 伊奥巴省（Ioba），首府达诺（Dano）
  - 努姆比埃尔省（Noumbiel），首府巴蒂埃（Batié）
  - 波尼省（Poni），首府加瓦（Gaoua）

## 城市
瓦加杜古為其首都，有人口一百萬餘人，亦為過去莫西族人在此所建瓦加杜古王國的故都。由象牙海岸首都阿比让伸入布吉納法索的鐵路線，現以瓦加杜古為終點，將來擬展築至尼日的首都尼亞美。

| 博博迪乌拉索 | 1  | 瓦加杜古          | 中央大区         | 1 086 505 |
| 博博迪乌拉索 | 2  | 博博迪乌拉索      | 上盆地大区       | 360 106   |
| 博博迪乌拉索 | 3  | 库杜古            | 中西大区         | 87 347    |
| 博博迪乌拉索 | 4  | 瓦希古亚          | 北部大区         | 61 096    |
| 博博迪乌拉索 | 5  | 邦福拉            | 瀑布大区         | 60 288    |
| 博博迪乌拉索 | 6  | 代杜古            | 布克莱迪穆翁大区 | 45 341    |
| 博博迪乌拉索 | 7  | 卡亞 (布基納法索) | 中北大区         | 39 229    |
| 博博迪乌拉索 | 8  | 多里              | 萨赫勒大区       | 37 806    |
| 博博迪乌拉索 | 9  | 滕科多戈          | 中东大区         | 37 658    |
| 博博迪乌拉索 | 10 | 雷奥 (布基納法索) | 中西大区         | 37 535    |

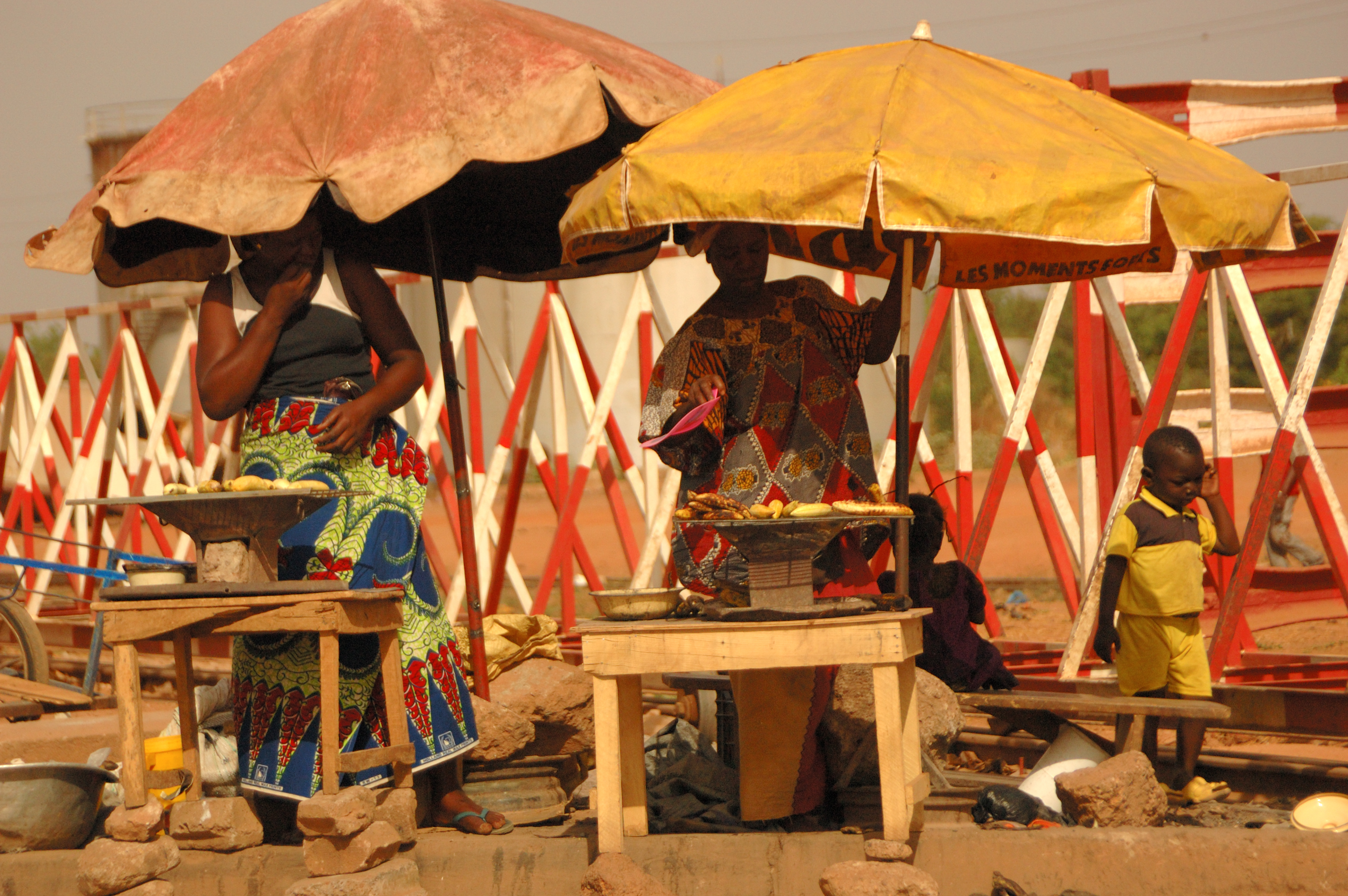
首都攤販區
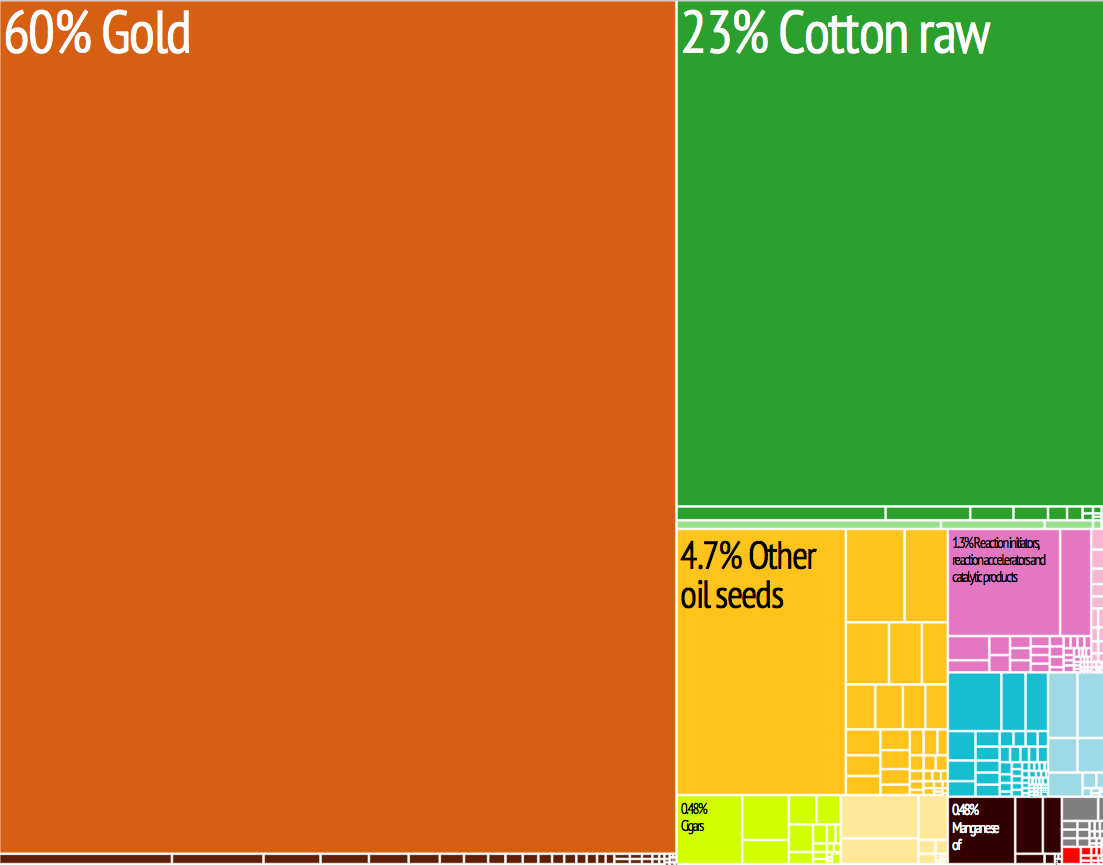
黃金佔出口極高比重
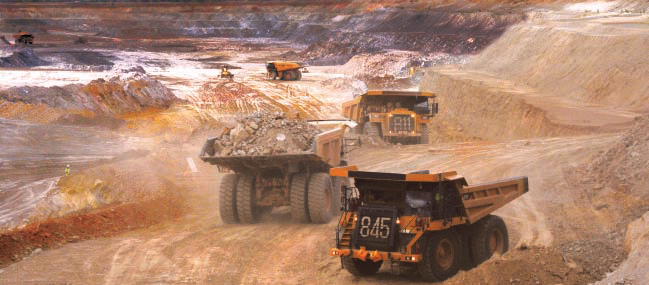
Essakane金礦場
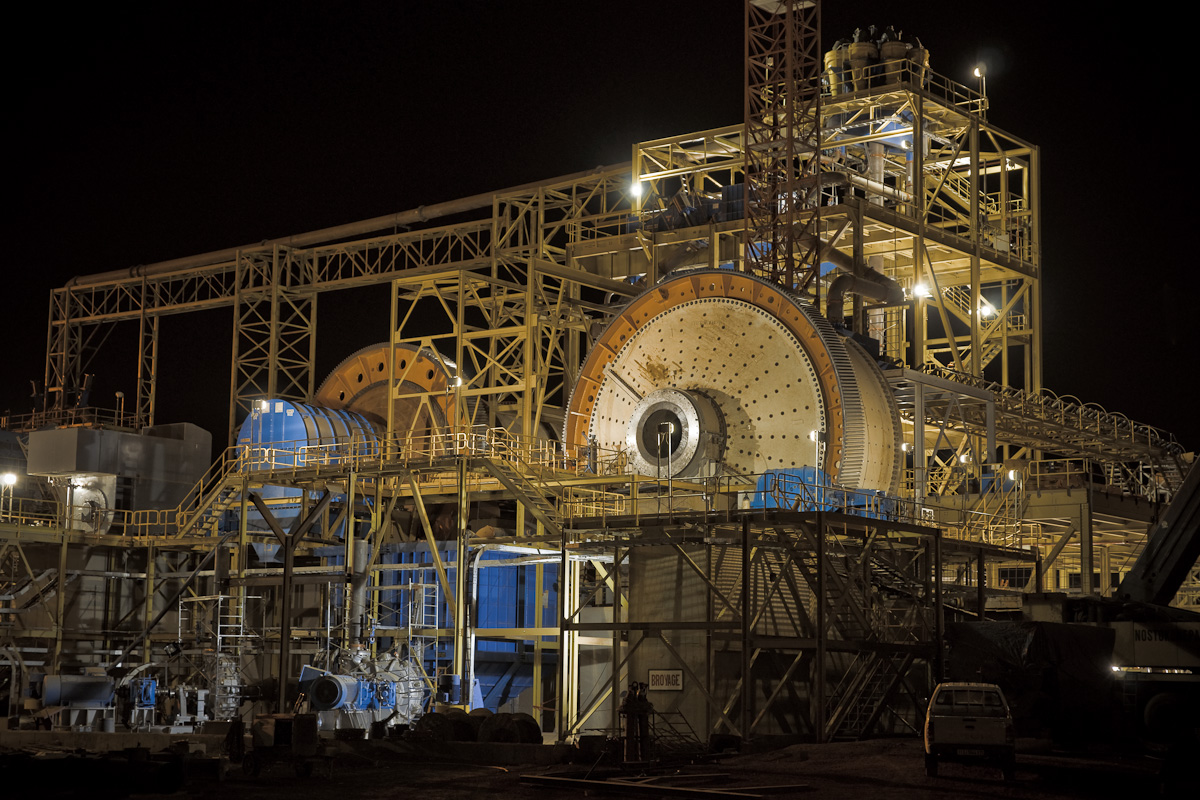
黃金提煉廠
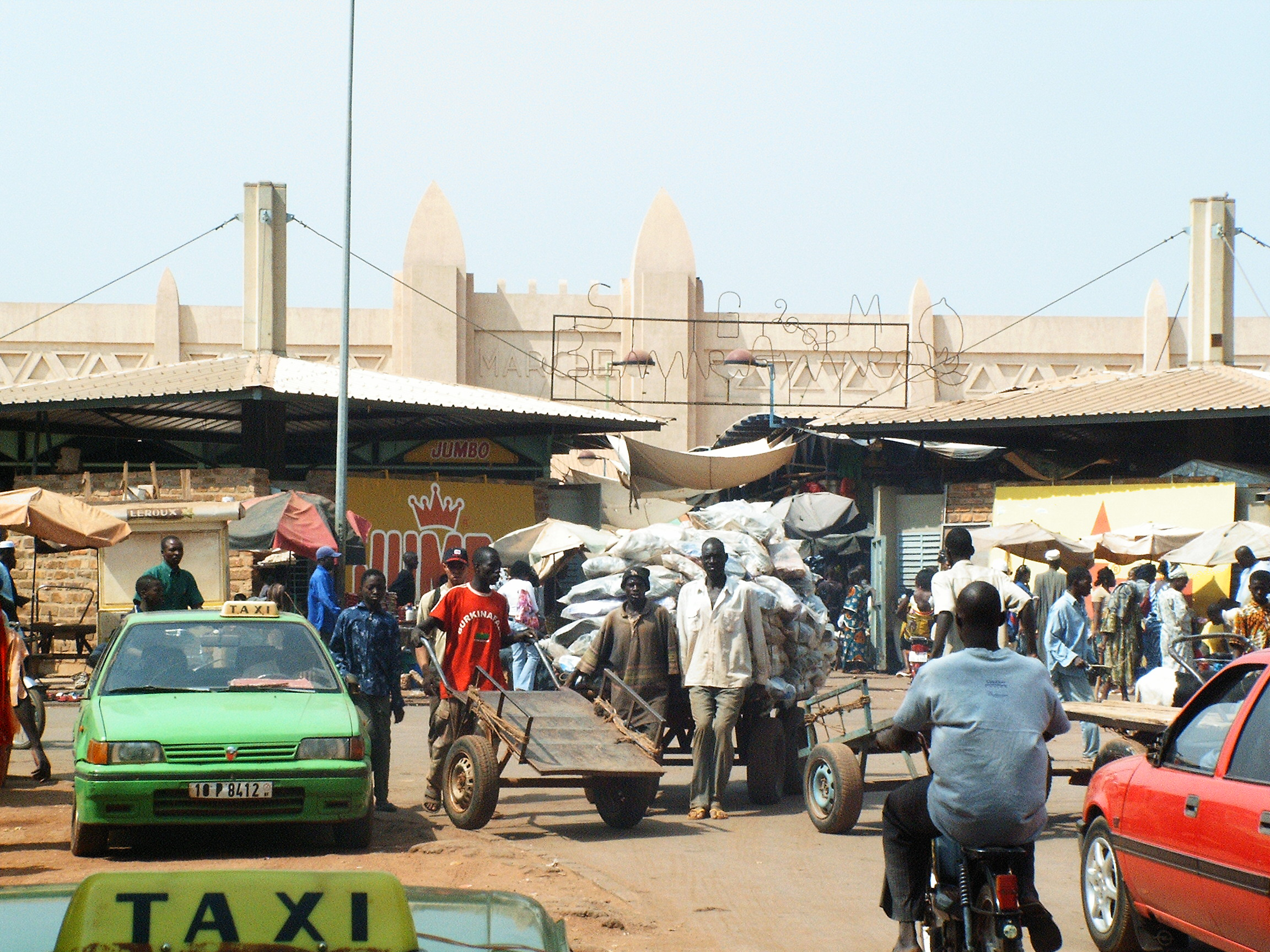
博博迪乌拉索
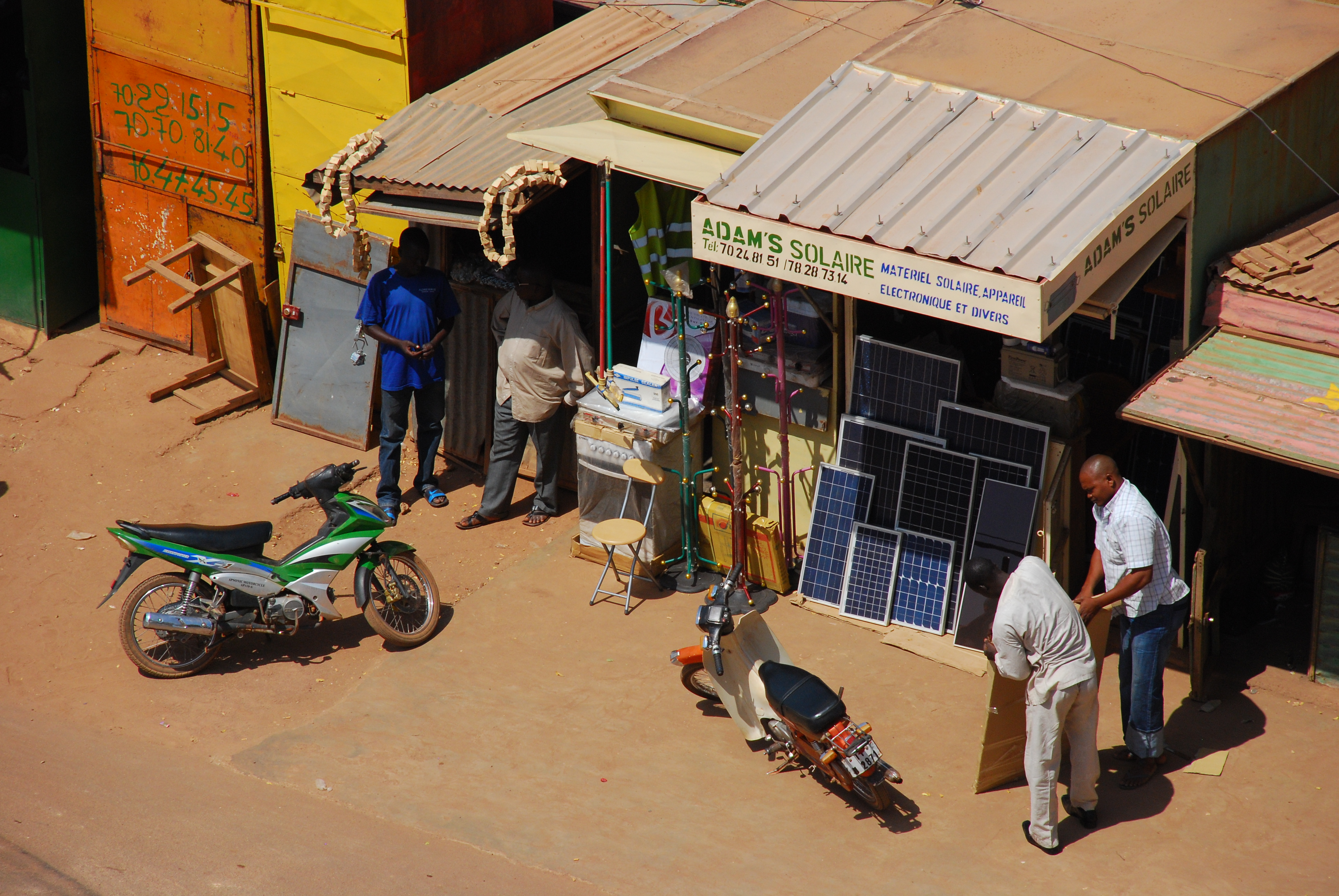
太陽能商店

## 外交
布基纳法索的外交政策受到其前宗主国法国的影响较大，该国与法国关系密切，同时，因为社會、經濟發展水準极低，争取外国援助也是该国推行外交政策的重要目标:141-144，在独立初期，其前身上沃尔特采取了与法国等欧美国家结盟的外交政策，重点发展与法国、象牙海岸的外交关系，桑古尔·拉米扎纳成为总统后，开始改善与東方集團诸国的外交关系，並转向加强与阿拉伯国家的联系。桑卡拉于1983年发动军事政变建立布基纳法索后，外交政策趋向激进，但也得罪了象牙海岸、马里、多哥等邻国及美、法等已开发国家，加之友邦奥援不足，国内经济情势亦逐步恶化，因此，龔保雷1987年推翻桑卡拉後便开始恢复务实的外交政策:136-141。至2020年1月为止，布基纳法索已经和122个国家建交。

### 與中華民國關係
布吉納法索的曾在1961年與中華民國建立外交關係，但在1973年10月23日斷交。
1994年2月2日，双方復交，但在2018年5月24日與中華民國二次斷交至今。

### 與中華人民共和國關係
中華人民共和國與布吉納法索在1973年9月15日建交，1994年2月4日，因布政府與中華民國政府簽署復交公報，中華人民共和國政府宣布中止與布國的外交關係，2018年5月26日布基纳法索与中华人民共和国签署联合公报，两国正式恢复中断24年的大使级外交关系。

## 軍事
布基納法索與马里、尼日尔的軍政府代表，在2023年09月16日簽署名為《薩赫勒國家聯盟》協議，宣布三國只要其中一國遭受襲擊，其他兩國就會提供包括軍事援助在內等各項援助。

## 外部連結
- 政府网站 （法文）